# Now That's What I Call Music!

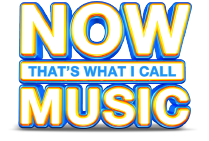
Логотип Now That's What I Call Music!

Now That's What I Call Music! (укр. Оце я називаю музикою!) або просто NOW — серія музичних альбомів-компіляцій, які виходять починаючи з 1983 року.
Ідея випустити збірку хітів з'явилася у керівників лейблів EMI Records та Virgin Records. За словами керівника Virgin Річарда Бренсона, компанії «втомилися від сторонніх лейблів, які використовували наші хіти та заробляли на цьому». Назва альбому Now That's What I Call Music! походить з плаката Danish Bacon 1930-х років, на якому зображено свиню, що слухає кудахкання курки, напис «Оце я називаю музикою». Річард Бренсон придбав цей плакат в лондонському магазині та приніс до офісу Virgin Records, і саме цю назву було запозичено для збірки.
Перша збірка хітів вийшла напередодні Різдва 1983 року в Великій Британії. Серед артистів, чиї пісні були представлені на альбомі — Філ Коллінз, UB40, Бонні Тайлер, Men at Work, Бой Джордж. Наклад платівки склав близько 1 млн примірників. Наступного року компанії продовжили випускати альбоми з цієї серії, не лише в Великій Британії, а й в інших країнах: ПАР, Нова Зеландія, Китай, Фінляндія, Саудівська Аравія тощо. У Великій Британії збірки виходили по декілька разів на рік, в США — щороку.
Наприкінці 1980-х років збірки Now That's What I Call Music!, або просто NOW стали настільки популярними в Великій Британії, що було створено окремий національний чат для компіляцій. Пізніше почали створюватися збірки зі схожими назвами: «Оце я називаю клубними хітами!», «Оце я називаю Різдвом!» тощо.
Загалом, серія збірок випускалася понад 40 років і містила понад 100 номерних альбомів. У квітні 2024 року вийшов 117 випуск NOW.